# Halowe Mistrzostwa Europy w Lekkoatletyce 1981 – bieg na 400 m kobiet
Bieg na 400 metrów kobiet – jedna z konkurencji biegowych rozgrywanych podczas halowych lekkoatletycznych mistrzostw Europy w Palais des Sports w Grenoble. Eliminacje i półfinały zostały rozegrane 21 lutego, a bieg finałowy 22 lutego 1981. Zwyciężyła reprezentantka Czechosłowacji Jarmila Kratochvílová. Tytułu zdobytego na poprzednich mistrzostwach nie broniła Elke Decker z Republiki Federalnej Niemiec.

## Rezultaty

### Eliminacje
Rozegrano 3 biegi eliminacyjne, do których przystąpiło 10 biegaczek. Awans do półfinału dawało zajęcie jednego z pierwszych dwóch miejsc w swoim biegu (Q). Skład półfinałów uzupełniły dwie zawodniczki z najlepszym czasem wśród przegranych (q).
Opracowano na podstawie materiału źródłowego.
Bieg 1
| Miejsce | Zawodniczka                | Czas  | Uwagi |
| ------- | -------------------------- | ----- | ----- |
| 1       | Natalja Boczina            | 52,95 | Q     |
| 2       | Erica Rossi                | 53,04 | Q     |
| 3       | Rita Daimer                | 53,87 | q     |
| 4       | Marie-Christine Champenois | 54,59 |       |

Bieg 2
| Miejsce | Zawodniczka       | Czas  | Uwagi |
| ------- | ----------------- | ----- | ----- |
| 1       | Karoline Käfer    | 53,75 | Q     |
| 2       | Sophie Malbranque | 54,10 | Q     |
| 3       | Lilija Tuznikowa  | 55,05 |       |

Bieg 3
| Miejsce | Zawodniczka           | Czas  | Uwagi |
| ------- | --------------------- | ----- | ----- |
| 1       | Jarmila Kratochvílová | 53,25 | Q     |
| 2       | Verona Elder          | 53,69 | Q     |
| 3       | Sylvie Revaux         | 54,55 | q     |

### Półfinały
Rozegrano 2 biegi półfinałowe, w których wystartowało 8 biegaczek. Awans do finału dawało zajęcie jednego z dwóch pierwszych miejsc w swoim biegu (Q).
Opracowano na podstawie materiału źródłowego.
Bieg 1
| Miejsce | Zawodniczka       | Czas  | Uwagi |
| ------- | ----------------- | ----- | ----- |
| 1       | Verona Elder      | 52,80 | Q     |
| 2       | Natalja Boczina   | 53,20 | Q     |
| 3       | Sophie Malbranque | 54,59 |       |
| 4       | Rita Daimer       | 54,61 |       |

Bieg 2
| Miejsce | Zawodniczka           | Czas  | Uwagi |
| ------- | --------------------- | ----- | ----- |
| 1       | Jarmila Kratochvílová | 52,04 | Q     |
| 2       | Karoline Käfer        | 52,56 | Q     |
| 3       | Erica Rossi           | 52,81 | Q     |
| 4       | Sylvie Revaux         | 54,01 |       |

### Finał
Opracowano na podstawie materiału źródłowego.
| Miejsce | Zawodniczka           | Czas  | Uwagi |
| ------- | --------------------- | ----- | ----- |
| 1       | Jarmila Kratochvílová | 50,07 | CR    |
| 2       | Natalja Boczina       | 52,32 | ERJ   |
| 3       | Verona Elder          | 52,37 |       |
| 4       | Karoline Käfer        | 52,50 |       |